# Robertus kuehnae
Robertus kuehnae là một loài nhện trong họ Theridiidae.
Loài này thuộc chi Robertus. Robertus kuehnae được miêu tả năm 1993 bởi Bauchhenss & Uhlenhaut.